# Ermanno Menichetti
Ermanno Menichetti, detto Popo (Manciano, 23 aprile 1880 – Milano, 29 giugno 1922), è stato un fantino italiano.

## Carriera al Palio di Siena
Figlio del fantino Girolamo Menichetti (detto Girolametto: sette Palii di Siena disputati) e fratello di Santi (due Palii corsi) ed Alfonso (trenta Palii con sei vittorie). Popo è stato presente al Palio di Siena in diciannove occasioni, vincendo il 3 luglio 1898 per la Oca e e il 16 agosto 1907 per il Bruco.
Proprio la vittoria di Popo del 1907 fu al centro di numerose polemiche dell'epoca: Infatti in occasione del Palio dell'Assunta, partecipavano alla corsa i tre fratelli Menichetti: Santi per la Pantera, Alfonso per l'Aquila ed appunto Ermanno per il Bruco. All'inizio del terzo e ultimo giro di Piazza, Popo è appena dietro il fratello Alfonso detto Nappa; secondo le cronache «all'ultimo Casato, Nappa allarga, con molta compiacenza, Popo ha lo spazio necessario per passare» e pertanto è proprio Popo a vincere per il Bruco. In seguito a questo episodio si decise di impedire a due o più consanguinei di correre lo stesso Palio.
Dopo il Palio del 3 luglio 1908 venne squalificato a vita, poiché «rimasto indietro di un giro si soffermava a San Martino affrontando e cercando di impedire il passaggio al fantino dell'Oca per ostacolarne la vittoria»

## Presenze al Palio di Siena
Le vittorie sono evidenziate ed indicate in neretto.
| Palio             | Contrada   | Cavallo                      |
| ----------------- | ---------- | ---------------------------- |
| 23 settembre 1896 | Leocorno   | Morello del Franci           |
| 4 luglio 1897     | Leocorno   | Baio del Bellocci (scosso)   |
| 16 agosto 1897    | Lupa       | Storno del Boscagli (scosso) |
| 3 luglio 1898     | Oca        | Morella del Franci           |
| 16 agosto 1898    | Oca        | Morello del Franci           |
| 2 luglio 1902     | Lupa       | Nocciola                     |
| 16 agosto 1902    | Torre      | Storno del Berni             |
| 28 settembre 1902 | Torre      | Baio del Bellini             |
| 2 luglio 1903     | Torre      | Morello del Neri             |
| 16 agosto 1903    | Chiocciola | Morello del Beligni          |
| 17 aprile 1904    | Istrice    | Baio del Franci              |
| 3 luglio 1904     | Aquila     | Baio del Cambrini            |
| 16 agosto 1904    | Torre      | Baio del Sampoli             |
| 2 luglio 1905     | Torre      | Morello di E.Fontani         |
| 2 luglio 1906     | Leocorno   | Morello del Tonini (scosso)  |
| 16 agosto 1906    | Giraffa    | Sauro del Vetturini          |
| 2 luglio 1907     | Bruco      | Baio del Betti               |
| 16 agosto 1907    | Bruco      | Gobba                        |
| 3 luglio 1908     | Bruco      | Baio del Brandani            |